# St Giles-without-Cripplegate
Pour les articles homonymes, voir St Giles et Gilles.
St Giles-without-Cripplegate est une église de l’Église d'Angleterre dans la Cité de Londres, situé dans le Barbican Estate. À sa construction, l’église se trouve en dehors (without) du mur de Londres, près de la Cripplegate. Elle est dédiée à Gilles l'Ermite, saint patron des infirmes, des mendiants et forgerons. C’est une des rares églises médiévales restantes de la Cité de Londres qui a survécu au Grand incendie de 1666.

## Histoire
Il y avait une église saxonne à cet emplacement au XIe siècle, mais dès 1090, elle a été remplacée par une église normande. En 1394, elle a été reconstruite dans le style gothique perpendiculaire. Le clocher de pierre a été ajouté en 1682.
Le bâtiment a été sévèrement endommagé en trois occasions : en 1545, 1897 et le 24 août 1940 pendant les bombardements du Blitz. Les bombes allemandes ont durement touché l'église, mais elle a été restaurée selon les plans de la reconstruction de 1545. Le mobilier détruit a été en partie remplacé par celui de St Luke's Church, Old Street. Un nouveau jeu de douze cloches en configuration anglaise (ring of bells) a été coulé par Mears et Stainbank en 1954, et elles ont été complétées par une cloche F double dièse fondue en 2006 par la Whitechapel Bell Foundry.
L’église est un monument classé de Grade I depuis le 4 janvier 1950.

## Plan

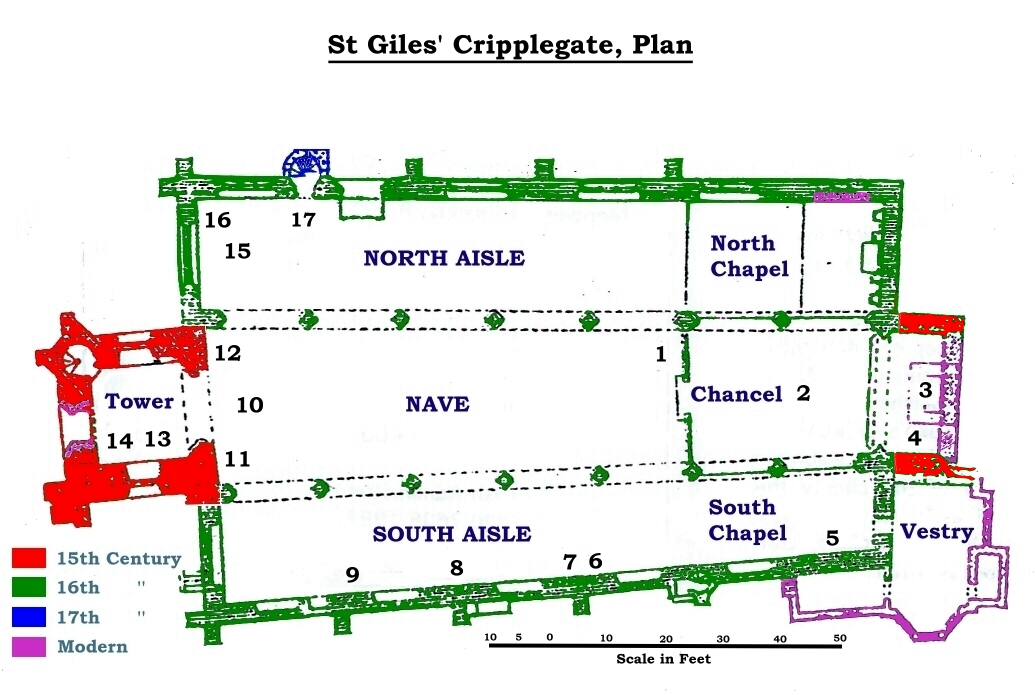
Plan de l’église.

1. John Milton a été enterré ici en 1674
2. L’autel de St. Luke's, Old Street, qui a été démonté dans les années 1960 en raison de l’affaissement
3. La fenêtre est conçue par le Nicholson Studios, suivant le modèle de la fenêtre médiévale d’origine
4. Sedilia (lat.), endroit où les prêtres s'assirent, et piscina de l'église médiévale
5. Vitrine contenant les trésors historiques de Cripplegate
6. John Foxe, auteur du Livre des Martyrs est enterré ici
7. Plaque commémorant de Sir Martin Frobisher, explorateur et capitaine
8. Buste de John Speed, cartographe et historien
9. Statue de John Milton par Horace Montford
10. L’orgue de St. Luke's, Old Street
11. Bustes de Daniel Defoe (auteur de Robinson Crusoe et mort dans la paroisse en 1731) et de John Milton
12. Bustes d’Oliver Cromwell et John Bunyan, auteur du Voyage du pèlerin et paroissien
13. Portrait du Dr William Nicholls, le premier recteur de St. Luke's Church et pasteur de St. Giles
14. La fenêtre ouest, montrant les armes de l’archevêque de Canterbury, de l’évêque de Londres, de Milton, de Cromwell et de Frobisher
15. Fonts de St. Luke's Church
16. La fenêtre Cripplegate qui célèbre le centenaire de l'association caritative 'The Cripplegate Foundation'
17. Buste de Sir William Staines, lord-maire de Londres en 1801

## Source de la traduction
- (en) Cet article est partiellement ou en totalité issu de l’article de Wikipédia en anglais intitulé « St Giles-without-Cripplegate » (voir la liste des auteurs).